# Тур WTA 1992
Тур WTA 1992 (офіційно, за назвою спонсора, Kraft General Foods World Tour 1992) — серія елітних професійних тенісних турнірів, які проходили під егідою Жіночої тенісної асоціації (WTA) упродовж сезону 1992 року. Календар Туру WTA містив 60 турнірів: турніри Великого шолома (під егідою Міжнародної тенісної федерації (ITF)), Фінал WTA, Олімпійський турнір та турніри 1-5 категорій. Сезон тривав з грудня 1991 до листопада 1992 року.

## Графік
Нижче наведено повний розклад  турнірів сезону, включаючи перелік тенісистів, які дійшли на турнірах щонайменше до чвертьфіналу.
Позначення
| Турніри Великого шолома |
| Олімпійські Ігри        |
| Фінал WTA               |
| Турніри 1 категорії     |
| Турніри 2 категорії     |
| Турніри 3 категорії     |
| Турніри 4 і 5 категорій |
| Командні турніри        |

### Грудень 1991
| Тиждень   | Турнір | Чемпіонки                                    | Фіналістки                       | Півфіналістки                 | Чвертьфіналістки                                                       |
| --------- | --- | -------------------------------------------- | -------------------------------- | ----------------------------- | ---------------------------------------------------------------------- |
| 2 грудня  | Brasil Tennis Cup Сан-Паулу, Бразилія Турнір 5 категорії $75,000 – Ґрунт – 32S/32Q/16D Одиночний розряд, парний розряд | Забіне Гак 6–3, 7–5                          | Вероніка Мартінек                | Інес Горрочатегі Донна Фейбер | Вірхінія Руано Паскуаль Луанн Спейдя Патрісія Тарабіні Флоренсія Лабат |
| 2 грудня  | Brasil Tennis Cup Сан-Паулу, Бразилія Турнір 5 категорії $75,000 – Ґрунт – 32S/32Q/16D Одиночний розряд, парний розряд | Інес Горрочатегі Мерседес Пас 6–2, 6–2       | Рената Марцинковська Лаура Глітц | Інес Горрочатегі Донна Фейбер | Вірхінія Руано Паскуаль Луанн Спейдя Патрісія Тарабіні Флоренсія Лабат |
| 30 грудня | Hyundai Hopman Cup Перт, Австралія ITF Mixed Teams Championships A$1,000,000 – Тверде (i) – 12 teams                   | Швейцарія · 2–1                              | Чехословаччина                   | Німеччина · Іспанія           | Франція · Сполучені Штати Америки · СНД · Іспанія                      |
| 30 грудня | Danone Open Брисбен, Австралія Турнір 4 категорії $150,000 – Тверде – 56S/32Q/32D Одиночний розряд, парний розряд      | Ніколь Брадтке 6–3, 6–2                      | Рейчел Макквіллан                | Магдалена Малеєва Деббі Грем  | Андреа Темешварі Радка Зрубакова Ендо Мана Клаудія Коде-Кільш          |
| 30 грудня | Danone Open Брисбен, Австралія Турнір 4 категорії $150,000 – Тверде – 56S/32Q/32D Одиночний розряд, парний розряд      | Яна Новотна Лариса Савченко-Нейланд 6–4, 6–3 | Манон Боллеграф Ніколь Брадтке   | Магдалена Малеєва Деббі Грем  | Андреа Темешварі Радка Зрубакова Ендо Мана Клаудія Коде-Кільш          |

### Січень
| Тиждень           | Турнір | Чемпіонки                                                   | Фіналістки                          | Півфіналістки                           | Чвертьфіналістки                                                   |
| ----------------- | --- | ----------------------------------------------------------- | ----------------------------------- | --------------------------------------- | ------------------------------------------------------------------ |
| 6 січня           | New South Wales Open Сідней, Австралія Турнір 3 категорії $225,000 – Тверде – 56S/32Q/28D Одиночний розряд – Парний розряд                               | Габріела Сабатіні 6–1, 6–1                                  | Аранча Санчес Вікаріо               | Мері Джо Фернандес Анке Губер           | Джиджі Фернандес Лейла Месхі Яна Новотна Кончіта Мартінес          |
| 6 січня           | New South Wales Open Сідней, Австралія Турнір 3 категорії $225,000 – Тверде – 56S/32Q/28D Одиночний розряд – Парний розряд                               | Аранча Санчес Вікаріо Гелена Сукова 7–6(7–4), 6–7(4–7), 6–2 | Мері Джо Фернандес Зіна Гаррісон    | Мері Джо Фернандес Анке Губер           | Джиджі Фернандес Лейла Месхі Яна Новотна Кончіта Мартінес          |
| 13 січня 20 січня | Відкритий чемпіонат Австралії з тенісу Мельбурн, Австралія Великий шолом $2,000,000 – Тверде – 128S/48Q/64D/32X Одиночний розряд – Парний розряд – Мікст | Моніка Селеш 6–2, 6–3                                       | Мері Джо Фернандес                  | Аранча Санчес Вікаріо Габріела Сабатіні | Анке Губер Мануела Малеєва Дженніфер Капріаті Емі Фрейзер          |
| 13 січня 20 січня | Відкритий чемпіонат Австралії з тенісу Мельбурн, Австралія Великий шолом $2,000,000 – Тверде – 128S/48Q/64D/32X Одиночний розряд – Парний розряд – Мікст | Аранча Санчес Вікаріо Гелена Сукова 6–4, 7–6(7–3)           | Мері Джо Фернандес Зіна Гаррісон    | Аранча Санчес Вікаріо Габріела Сабатіні | Анке Губер Мануела Малеєва Дженніфер Капріаті Емі Фрейзер          |
| 13 січня 20 січня | Відкритий чемпіонат Австралії з тенісу Мельбурн, Австралія Великий шолом $2,000,000 – Тверде – 128S/48Q/64D/32X Одиночний розряд – Парний розряд – Мікст | Ніколь Брадтке Марк Вудфорд 6–3, 4–6, 11–9                  | Аранча Санчес Вікаріо Тодд Вудбрідж | Аранча Санчес Вікаріо Габріела Сабатіні | Анке Губер Мануела Малеєва Дженніфер Капріаті Емі Фрейзер          |
| 27 січня          | Nutri-Metics Bendon Classic Окленд (Нова Зеландія), Нова Зеландія Турнір 5 категорії $100,000 – Тверде – 32S/32Q/16D Одиночний розряд – Парний розряд    | Робін Вайт 2–6, 6–4, 6–3                                    | Андреа Стрнадова                    | Лариса Савченко-Нейланд Петра Торен     | Алексія Дешом-Баллере Беттіна Фулько Монік Джейвер Раффаелла Реджі |
| 27 січня          | Nutri-Metics Bendon Classic Окленд (Нова Зеландія), Нова Зеландія Турнір 5 категорії $100,000 – Тверде – 32S/32Q/16D Одиночний розряд – Парний розряд    | Розалін Феербенк Раффаелла Реджі 1–6, 6–1, 7–5              | Джилл Гетерінгтон Кеті Ріналді      | Лариса Савченко-Нейланд Петра Торен     | Алексія Дешом-Баллере Беттіна Фулько Монік Джейвер Раффаелла Реджі |
| 27 січня          | Toray Pan Pacific Open Токіо, Японія Турнір 2 категорії $350,000 – Килим (i) – 28S/32Q/16D Одиночний розряд – Парний розряд                              | Габріела Сабатіні 6–2, 4–6, 6–2                             | Мартіна Навратілова                 | Дате-Крумм Кіміко Магдалена Малеєва     | Пем Шрайвер Аранча Санчес Вікаріо Гелена Сукова Лаура Аррая        |
| 27 січня          | Toray Pan Pacific Open Токіо, Японія Турнір 2 категорії $350,000 – Килим (i) – 28S/32Q/16D Одиночний розряд – Парний розряд                              | Аранча Санчес Вікаріо Гелена Сукова 7–5, 6–1                | Мартіна Навратілова Пем Шрайвер     | Дате-Крумм Кіміко Магдалена Малеєва     | Пем Шрайвер Аранча Санчес Вікаріо Гелена Сукова Лаура Аррая        |

### Лютий
| Тиждень   | Турнір | Чемпіонки                                     | Фіналістки                       | Півфіналістки                      | Чвертьфіналістки                                                |
| --------- | --- | --------------------------------------------- | -------------------------------- | ---------------------------------- | --------------------------------------------------------------- |
| 4 лютого  | Fernleaf Butter Classic Веллінгтон, Нова Зеландія Турнір 5 категорії $100,000 – Тверде – 32S/32Q/16D Одиночний розряд – Парний розряд                                         | Нелле ван Лоттум 6–4, 6–0                     | Донна Фейбер                     | Монік Джейвер Енн Гроссман         | Джо-Анн Фолл Клер Вуд Клодін Толеафоа Луїс Філд                 |
| 4 лютого  | Fernleaf Butter Classic Веллінгтон, Нова Зеландія Турнір 5 категорії $100,000 – Тверде – 32S/32Q/16D Одиночний розряд – Парний розряд                                         | Белінда Борнео Клер Вуд 6–0, 7–6(7–5)         | Джо-Анн Фолл Джулі Річардсон     | Монік Джейвер Енн Гроссман         | Джо-Анн Фолл Клер Вуд Клодін Толеафоа Луїс Філд                 |
| 4 лютого  | Nokia Grand Prix Ессен, Німеччина Турнір 2 категорії $350,000 – Килим (i) – 32S/32Q/16D Одиночний розряд – Парний розряд                                                      | Моніка Селеш 6–0, 6–3                         | Мері Джо Фернандес               | Марі П'єрс Барбара Ріттнер         | Катаріна Ліндквіст Катарина Малеєва Анке Губер Сабін Аппельманс |
| 4 лютого  | Nokia Grand Prix Ессен, Німеччина Турнір 2 категорії $350,000 – Килим (i) – 32S/32Q/16D Одиночний розряд – Парний розряд                                                      | Катарина Малеєва Барбара Ріттнер 7–5, 6–3     | Сабін Аппельманс Клаудія Порвік  | Марі П'єрс Барбара Ріттнер         | Катаріна Ліндквіст Катарина Малеєва Анке Губер Сабін Аппельманс |
| 4 лютого  | Mizuno World Ladies Осака, Японія Турнір 4 категорії $150,000 – Килим (i) – 32S/32Q/16D Одиночний розряд – Парний розряд                                                      | Гелена Сукова 6–2, 4–3, 6–1                   | Лаура Аррая                      | Каріна Габшудова Дате-Крумм Кіміко | Окамото Куміко Каміо Йоне Рейчел Макквіллан Савамацу Наоко      |
| 4 лютого  | Mizuno World Ladies Осака, Японія Турнір 4 категорії $150,000 – Килим (i) – 32S/32Q/16D Одиночний розряд – Парний розряд                                                      | Ренне Стаббс Гелена Сукова 3–6, 6–4, 7–5      | Сенді Коллінз Рейчел Макквіллан  | Каріна Габшудова Дате-Крумм Кіміко | Окамото Куміко Каміо Йоне Рейчел Макквіллан Савамацу Наоко      |
| 10 лютого | International Austrian Indoor Championships Лінц, Австрія Турнір 5 категорії $100,000 – Килим (i) – 32S/32Q/16D Одиночний розряд – Парний розряд                              | Наталія Медведєва 6–4, 6–2                    | Паскаль Параді                   | Євгенія Манюкова Сандра Чеккіні    | Клаудія Порвік Марі П'єрс Домінік Монамі Катаріна Ліндквіст     |
| 10 лютого | International Austrian Indoor Championships Лінц, Австрія Турнір 5 категорії $100,000 – Килим (i) – 32S/32Q/16D Одиночний розряд – Парний розряд                              | Монік Кіне Міріам Ореманс 6–4, 6–2            | Клаудія Порвік Раффаелла Реджі   | Євгенія Манюкова Сандра Чеккіні    | Клаудія Порвік Марі П'єрс Домінік Монамі Катаріна Ліндквіст     |
| 10 лютого | Virginia Slims of Chicago Чикаго, США Турнір 2 категорії $350,000 – Килим (i) – 28S/16D Одиночний розряд – Парний розряд                                                      | Мартіна Навратілова 7–6(7–4), 4–6, 7–5        | Яна Новотна                      | Штеффі Граф Лорі Макніл            | Манон Боллеграф Емі Фрейзер Зіна Гаррісон Пем Шрайвер           |
| 10 лютого | Virginia Slims of Chicago Чикаго, США Турнір 2 категорії $350,000 – Килим (i) – 28S/16D Одиночний розряд – Парний розряд                                                      | Мартіна Навратілова Пем Шрайвер 6–2, 6–4      | Катріна Адамс Зіна Гаррісон      | Штеффі Граф Лорі Макніл            | Манон Боллеграф Емі Фрейзер Зіна Гаррісон Пем Шрайвер           |
| 17 лютого | Virginia Slims of Oklahoma Оклахома-Сіті, США Турнір 4 категорії $150,000 – Тверде (i) – 32S/32Q/16D Одиночний розряд – Парний розряд                                         | Зіна Гаррісон 7–5, 3–6, 7–6(12–10)            | Лорі Макніл                      | Емі Фрейзер Манон Боллеграф        | Енн Гроссман Деббі Грем Ніколь Брадтке Джиджі Фернандес         |
| 17 лютого | Virginia Slims of Oklahoma Оклахома-Сіті, США Турнір 4 категорії $150,000 – Тверде (i) – 32S/32Q/16D Одиночний розряд – Парний розряд                                         | Лорі Макніл Ніколь Брадтке 3–6, 6–4, 7–6(8–6) | Катріна Адамс Манон Боллеграф    | Емі Фрейзер Манон Боллеграф        | Енн Гроссман Деббі Грем Ніколь Брадтке Джиджі Фернандес         |
| 17 лютого | Cesena Championships Чезена, Італія Турнір 5 категорії $100,000 – Килим (i) – 32S/32Q/16D Одиночний розряд – Парний розряд                                                    | Марі П'єрс 6–1, 6–1                           | Катрін Танв'є                    | Катажина Новак Лаура Голарса       | Лінда Феррандо Наталі Ерреман Петра Лангрова Паскаль Параді     |
| 17 лютого | Cesena Championships Чезена, Італія Турнір 5 категорії $100,000 – Килим (i) – 32S/32Q/16D Одиночний розряд – Парний розряд                                                    | Катрін Сюїр Катрін Танв'є Default             | Сабін Аппельманс Раффаелла Реджі | Катажина Новак Лаура Голарса       | Лінда Феррандо Наталі Ерреман Петра Лангрова Паскаль Параді     |
| 24 лютого | Newsweek Champions Cup and the Matrix Essentials Evert Cup Індіан-Веллс (Каліфорнія), США Турнір 2 категорії $350,000 – Тверде – 56S/32Q/28D Одиночний розряд – Парний розряд | Моніка Селеш 6–3, 6–1                         | Кончіта Мартінес                 | Катарина Малеєва Енн Гроссман      | Джиджі Фернандес Наталі Тозья Юдіт Візнер Емі Фрейзер           |
| 24 лютого | Newsweek Champions Cup and the Matrix Essentials Evert Cup Індіан-Веллс (Каліфорнія), США Турнір 2 категорії $350,000 – Тверде – 56S/32Q/28D Одиночний розряд – Парний розряд | Клаудія Коде-Кільш Стефані Реге 6–3,6–3       | Джилл Гетерінгтон Кеті Ріналді   | Катарина Малеєва Енн Гроссман      | Джиджі Фернандес Наталі Тозья Юдіт Візнер Емі Фрейзер           |

### Березень
| Тиждень             | Турнір | Чемпіонки                                                   | Фіналістки                           | Півфіналістки                               | Чвертьфіналістки                                              |
| ------------------- | --- | ----------------------------------------------------------- | ------------------------------------ | ------------------------------------------- | ------------------------------------------------------------- |
| 2 березня 9 березня | Virginia Slims of Florida Бока-Ратон, США Турнір 1 категорії $550,000 – Тверде – 56S/32Q/28D Одиночний розряд – Парний розряд                   | Штеффі Граф 3–6, 6–2, 6–0                                   | Кончіта Мартінес                     | Мері Джо Фернандес Аманда Кетцер            | Зіна Гаррісон Наталі Тозья Барбара Ріттнер Габріела Сабатіні  |
| 2 березня 9 березня | Virginia Slims of Florida Бока-Ратон, США Турнір 1 категорії $550,000 – Тверде – 56S/32Q/28D Одиночний розряд – Парний розряд                   | Лариса Савченко-Нейланд Наташа Звєрєва 6–2, 6–2             | Лінда Вілд Кончіта Мартінес          | Мері Джо Фернандес Аманда Кетцер            | Зіна Гаррісон Наталі Тозья Барбара Ріттнер Габріела Сабатіні  |
| 16 березня          | Lipton International Players Championships Маямі, США Турнір 1 категорії $800,000 – Тверде – 96S/64Q/48D ● – ●                                  | Аранча Санчес Вікаріо 6–1, 6–4                              | Габріела Сабатіні                    | Дженніфер Капріаті Штеффі Граф              | Моніка Селеш Аманда Кетцер Емі Фрейзер Мері Джо Фернандес     |
| 16 березня          | Lipton International Players Championships Маямі, США Турнір 1 категорії $800,000 – Тверде – 96S/64Q/48D ● – ●                                  | Аранча Санчес Вікаріо Лариса Савченко-Нейланд 7–5, 5–7, 6–3 | Джилл Гетерінгтон Кеті Ріналді       | Дженніфер Капріаті Штеффі Граф              | Моніка Селеш Аманда Кетцер Емі Фрейзер Мері Джо Фернандес     |
| 23 березня          | Acura U.S. Hard Court Championships Сан-Антоніо, США Турнір 3 категорії $225,000 – Тверде – 28S/32Q/16D Одиночний розряд – Парний розряд        | Мартіна Навратілова 6–2, 6–1                                | Наталі Тозья                         | Пем Шрайвер Емі Фрейзер                     | Раффаелла Реджі Лорі Макніл Каріна Габшудова Євгенія Манюкова |
| 23 березня          | Acura U.S. Hard Court Championships Сан-Антоніо, США Турнір 3 категорії $225,000 – Тверде – 28S/32Q/16D Одиночний розряд – Парний розряд        | Мартіна Навратілова Пем Шрайвер 3–6, 6–2, 7–6(7–4)          | Патті Фендік Андреа Стрнадова        | Пем Шрайвер Емі Фрейзер                     | Раффаелла Реджі Лорі Макніл Каріна Габшудова Євгенія Манюкова |
| 23 березня          | Light 'n' Lively Doubles Championships Веслі-Чапел (Флорида), США Парний розряд $175,000 – Ґрунт – 8D                                           | Яна Новотна Лариса Савченко-Нейланд 6–4, 6–2                | Аранча Санчес Вікаріо Наташа Звєрєва |                                             |                                                               |
| 30 березня          | Family Circle Cup Гілтон-Гед-Айленд (Південна Кароліна), США Турнір 1 категорії $550,000 – Ґрунт – 56S/32Q/28D Одиночний розряд – Парний розряд | Габріела Сабатіні 6–1, 6–4                                  | Кончіта Мартінес                     | Бренда Шульц-Маккарті Аранча Санчес Вікаріо | Патрісія Гі Керолайн Кулмен Лейла Месхі Наташа Звєрєва        |
| 30 березня          | Family Circle Cup Гілтон-Гед-Айленд (Південна Кароліна), США Турнір 1 категорії $550,000 – Ґрунт – 56S/32Q/28D Одиночний розряд – Парний розряд | Аранча Санчес Вікаріо Наташа Звєрєва 6–4, 6–2               | Яна Новотна Лариса Савченко-Нейланд  | Бренда Шульц-Маккарті Аранча Санчес Вікаріо | Патрісія Гі Керолайн Кулмен Лейла Месхі Наташа Звєрєва        |

### Квітень
| Тиждень   | Турнір | Чемпіонки                                         | Фіналістки                            | Півфіналістки                          | Чвертьфіналістки                                               |
| --------- | --- | ------------------------------------------------- | ------------------------------------- | -------------------------------------- | -------------------------------------------------------------- |
| 6 квітня  | Bausch & Lomb Championships Амелія (острів), США Турнір 2 категорії $350,000 – Ґрунт – 56S/32Q/28D Одиночний розряд – Парний розряд       | Габріела Сабатіні 6–2, 1–6, 6–3                   | Штеффі Граф                           | Аранча Санчес Вікаріо Кончіта Мартінес | Лейла Месхі Забіне Гак Зіна Гаррісон Яна Новотна               |
| 6 квітня  | Bausch & Lomb Championships Амелія (острів), США Турнір 2 категорії $350,000 – Ґрунт – 56S/32Q/28D Одиночний розряд – Парний розряд       | Аранча Санчес Вікаріо Наташа Звєрєва 6–1, 6–0     | Зіна Гаррісон Яна Новотна             | Аранча Санчес Вікаріо Кончіта Мартінес | Лейла Месхі Забіне Гак Зіна Гаррісон Яна Новотна               |
| 6 квітня  | Suntory Japan Open Tennis Championships Токіо, Японія Турнір 4 категорії $150,000 – Тверде – 32S/32Q/16D Одиночний розряд – Парний розряд | Дате-Крумм Кіміко 7–5, 3–6, 6–3                   | Сабін Аппельманс                      | Емі Фрейзер Савамацу Наоко             | Наталія Медведєва Монік Джейвер Раффаелла Реджі Маріанн Вердел |
| 6 квітня  | Suntory Japan Open Tennis Championships Токіо, Японія Турнір 4 категорії $150,000 – Тверде – 32S/32Q/16D Одиночний розряд – Парний розряд | Хіракі Ріка Емі Фрейзер 7–5, 6–7, 0–6             | Дате-Крумм Кіміко Стефані Реге        | Емі Фрейзер Савамацу Наоко             | Наталія Медведєва Монік Джейвер Раффаелла Реджі Маріанн Вердел |
| 13 квітня | Volvo Women's Open Паттайя, Таїланд Турнір 5 категорії $100,000 – Тверде – 32S/32Q/16D Одиночний розряд – Парний розряд                   | Сабін Аппельманс 7–5, 3–6, 7–5                    | Андреа Стрнадова                      | Наталія Медведєва Басукі Яюк           | Катаріна Ліндквіст Ван Ші-тін Паскаль Параді Стефані Роттьєр   |
| 13 квітня | Volvo Women's Open Паттайя, Таїланд Турнір 5 категорії $100,000 – Тверде – 32S/32Q/16D Одиночний розряд – Парний розряд                   | Ізабель Демонжо Наталія Медведєва 6–1, 6–1        | Паскаль Параді Сандрін Тестю          | Наталія Медведєва Басукі Яюк           | Катаріна Ліндквіст Ван Ші-тін Паскаль Параді Стефані Роттьєр   |
| 13 квітня | Virginia Slims of Houston Х'юстон, США Турнір 2 категорії $350,000 – Ґрунт – 28S/32Q/16D Одиночний розряд – Парний розряд                 | Моніка Селеш 6–4, 6–3                             | Зіна Гаррісон                         | Лаура Аррая Катарина Малеєва           | Беттіна Фулько Джиджі Фернандес Іва Майолі Сандра Чеккіні      |
| 13 квітня | Virginia Slims of Houston Х'юстон, США Турнір 2 категорії $350,000 – Ґрунт – 28S/32Q/16D Одиночний розряд – Парний розряд                 | Патті Фендік Джиджі Фернандес 7–5, 6–4            | Джилл Гетерінгтон Кеті Ріналді        | Лаура Аррая Катарина Малеєва           | Беттіна Фулько Джиджі Фернандес Іва Майолі Сандра Чеккіні      |
| 20 квітня | Open Seat of Spain Барселона, Іспанія Турнір 3 категорії $225,000 – Ґрунт – 56S/28Q/16D Одиночний розряд – Парний розряд                  | Моніка Селеш 3–6, 6–2, 6–3                        | Аранча Санчес Вікаріо                 | Мануела Малеєва Кончіта Мартінес       | Марі П'єрс Вілтруд Пробст Наталі Тозья Жулі Алар-Декюжі        |
| 20 квітня | Open Seat of Spain Барселона, Іспанія Турнір 3 категорії $225,000 – Ґрунт – 56S/28Q/16D Одиночний розряд – Парний розряд                  | Кончіта Мартінес Аранча Санчес Вікаріо 6–4, 6–1   | Наталі Тозья Юдіт Візнер              | Мануела Малеєва Кончіта Мартінес       | Марі П'єрс Вілтруд Пробст Наталі Тозья Жулі Алар-Декюжі        |
| 20 квітня | BMW Malaysian Open Куала-Лумпур, Малайзія Турнір 5 категорії $100,000 – Тверде – 56S/28Q/16D Одиночний розряд – Парний розряд             | Басукі Яюк 6–3, 6–0                               | Андреа Стрнадова                      | Монік Джейвер Катаріна Ліндквіст       | Наталія Медведєва Паскаль Параді Лі Фан Стефані Роттьєр        |
| 20 квітня | BMW Malaysian Open Куала-Лумпур, Малайзія Турнір 5 категорії $100,000 – Тверде – 56S/28Q/16D Одиночний розряд – Парний розряд             | Ізабель Демонжо Наталія Медведєва 2–6, 6–4, 6–1   | Хіракі Ріка Петра Лангрова            | Монік Джейвер Катаріна Ліндквіст       | Наталія Медведєва Паскаль Параді Лі Фан Стефані Роттьєр        |
| 27 квітня | Citizen Cup (теніс) Гамбург, Німеччина Турнір 2 категорії $350,000 – Ґрунт – 32S/16D Одиночний розряд – Парний розряд                     | Штеффі Граф 7–6(7–5), 6–2                         | Аранча Санчес Вікаріо                 | Анке Губер Габріела Сабатіні           | Лейла Месхі Мануела Малеєва Яна Новотна Юдіт Візнер            |
| 27 квітня | Citizen Cup (теніс) Гамбург, Німеччина Турнір 2 категорії $350,000 – Ґрунт – 32S/16D Одиночний розряд – Парний розряд                     | Штеффі Граф Ренне Стаббс 4–6, 6–3, 6–4            | Манон Боллеграф Аранча Санчес Вікаріо | Анке Губер Габріела Сабатіні           | Лейла Месхі Мануела Малеєва Яна Новотна Юдіт Візнер            |
| 27 квітня | Ilva Trophy Таранто, Італія Турнір 5 категорії $100,000 – Ґрунт – 32S/32Q/16D Одиночний розряд – Парний розряд                            | Жулі Алар-Декюжі 6–0, 7–5                         | Емануела Зардо                        | Лінда Феррандо Радка Зрубакова         | Катерін Моте Аманда Кетцер Вероніка Мартінек Енн Гроссман      |
| 27 квітня | Ilva Trophy Таранто, Італія Турнір 5 категорії $100,000 – Ґрунт – 32S/32Q/16D Одиночний розряд – Парний розряд                            | Аманда Кетцер Інес Горрочатегі 4–6, 6–3, 7–3(7–0) | Рейчел Макквіллан Радка Зрубакова     | Лінда Феррандо Радка Зрубакова         | Катерін Моте Аманда Кетцер Вероніка Мартінек Енн Гроссман      |

### Травень
| Тиждень            | Турнір | Чемпіонки                                              | Фіналістки                             | Півфіналістки                           | Чвертьфіналістки                                                   |
| ------------------ | --- | ------------------------------------------------------ | -------------------------------------- | --------------------------------------- | ------------------------------------------------------------------ |
| 4 травня           | Internazionali d'Italia Рим, Італія Турнір 1 категорії $550,000 – Ґрунт – 56S/28D Одиночний розряд – Парний розряд                               | Габріела Сабатіні 7–5, 6–4                             | Моніка Селеш                           | Аманда Кетцер Мері Джо Фернандес        | Лейла Месхі Наташа Звєрєва Анке Губер Наталі Тозья                 |
| 4 травня           | Internazionali d'Italia Рим, Італія Турнір 1 категорії $550,000 – Ґрунт – 56S/28D Одиночний розряд – Парний розряд                               | Моніка Селеш Гелена Сукова 6–1, 6–2                    | Катарина Малеєва Барбара Ріттнер       | Аманда Кетцер Мері Джо Фернандес        | Лейла Месхі Наташа Звєрєва Анке Губер Наталі Тозья                 |
| 4 травня           | Belgian Open Варегем, Бельгія Турнір 5 категорії $100,000 – Ґрунт – 32S/31Q/16D Одиночний розряд – Парний розряд                                 | Вілтруд Пробст 6–2, 6–3                                | Мейке Бабель                           | Нанне Дальман Ніколе Мунс-Ягерман       | Есмір Гогендорн Сібій Ніокс-Шато Крістін Годрідж Емануела Зардо    |
| 4 травня           | Belgian Open Варегем, Бельгія Турнір 5 категорії $100,000 – Ґрунт – 32S/31Q/16D Одиночний розряд – Парний розряд                                 | Манон Боллеграф Кароліна Віс 6–4, 6–3                  | Олена Брюховець Петра Лангрова         | Нанне Дальман Ніколе Мунс-Ягерман       | Есмір Гогендорн Сібій Ніокс-Шато Крістін Годрідж Емануела Зардо    |
| 11 травня          | Lufthansa Cup Берлін, Німеччина Турнір 1 категорії $550,000 – Ґрунт – 56S/32Q/28D Одиночний розряд – Парний розряд                               | Штеффі Граф 4–6, 7–5, 6–2                              | Аранча Санчес Вікаріо                  | Дженніфер Капріаті Мері Джо Фернандес   | Жулі Алар-Декюжі Радка Зрубакова Сандра Чеккіні Сабін Аппельманс   |
| 11 травня          | Lufthansa Cup Берлін, Німеччина Турнір 1 категорії $550,000 – Ґрунт – 56S/32Q/28D Одиночний розряд – Парний розряд                               | Яна Новотна Лариса Савченко-Нейланд 7–6(7–5), 4–6, 7–5 | Джиджі Фернандес Наташа Звєрєва        | Дженніфер Капріаті Мері Джо Фернандес   | Жулі Алар-Декюжі Радка Зрубакова Сандра Чеккіні Сабін Аппельманс   |
| 18 травня          | Internationaux de Strasbourg Страсбург, Франція Турнір 4 категорії $150,000 – Ґрунт – 28S/16D Одиночний розряд – Парний розряд                   | Юдіт Візнер 6–1, 6–3                                   | Савамацу Наоко                         | Маріан де Свардт Беттіна Фулько         | Деббі Грем Сандрін Тестю Мерседес Пас Флоренсія Лабат              |
| 18 травня          | Internationaux de Strasbourg Страсбург, Франція Турнір 4 категорії $150,000 – Ґрунт – 28S/16D Одиночний розряд – Парний розряд                   | Патті Фендік Андреа Стрнадова 6–3, 6–4                 | Лорі Макніл Мерседес Пас               | Маріан де Свардт Беттіна Фулько         | Деббі Грем Сандрін Тестю Мерседес Пас Флоренсія Лабат              |
| 18 травня          | Lucerne Ladies European Open Люцерн, Швейцарія Турнір 4 категорії $150,000 – Ґрунт – 28S/32Q/16D Одиночний розряд – Парний розряд                | Емі Фрейзер 6–4, 4–6, 7–5                              | Радка Зрубакова                        | Емануела Зардо Крістель Фоше            | Забіне Гак Магдалена Малеєва Аманда Кетцер Лінда Вілд              |
| 18 травня          | Lucerne Ladies European Open Люцерн, Швейцарія Турнір 4 категорії $150,000 – Ґрунт – 28S/32Q/16D Одиночний розряд – Парний розряд                | Емі Фрейзер Елна Рейнах 7–5, 6–2                       | Каріна Габшудова Маріанн Вердел        | Емануела Зардо Крістель Фоше            | Забіне Гак Магдалена Малеєва Аманда Кетцер Лінда Вілд              |
| 25 травня 1 червня | Відкритий чемпіонат Франції з тенісу Париж, Франція Великий шолом $3,277,836 – Ґрунт – 128S/64Q/64D/64X Одиночний розряд – Парний розряд – Мікст | Моніка Селеш 6–2, 3–6, 10–8                            | Штеффі Граф                            | Габріела Сабатіні Аранча Санчес Вікаріо | Дженніфер Капріаті Кончіта Мартінес Манон Боллеграф Наташа Звєрєва |
| 25 травня 1 червня | Відкритий чемпіонат Франції з тенісу Париж, Франція Великий шолом $3,277,836 – Ґрунт – 128S/64Q/64D/64X Одиночний розряд – Парний розряд – Мікст | Джиджі Фернандес Наташа Звєрєва 6–3, 6–2               | Кончіта Мартінес Аранча Санчес Вікаріо | Габріела Сабатіні Аранча Санчес Вікаріо | Дженніфер Капріаті Кончіта Мартінес Манон Боллеграф Наташа Звєрєва |
| 25 травня 1 червня | Відкритий чемпіонат Франції з тенісу Париж, Франція Великий шолом $3,277,836 – Ґрунт – 128S/64Q/64D/64X Одиночний розряд – Парний розряд – Мікст | Аранча Санчес Вікаріо Марк Вудфорд 6–2, 6–3            | Лорі Макніл Браян Шелтон               | Габріела Сабатіні Аранча Санчес Вікаріо | Дженніфер Капріаті Кончіта Мартінес Манон Боллеграф Наташа Звєрєва |

### Червень
| Тиждень             | Турнір | Чемпіонки                                       | Фіналістки                          | Півфіналістки                         | Чвертьфіналістки                                                   |
| ------------------- | --- | ----------------------------------------------- | ----------------------------------- | ------------------------------------- | ------------------------------------------------------------------ |
| 8 червня            | Dow Classic Бірмінгем, Great Britain Турнір 4 категорії $150,000 – Трава – 56S/32Q/28D ● – ●                                             | Бренда Шульц-Маккарті 6–2, 6–2                  | Дженні Бірн                         | Пем Шрайвер Джо Дьюрі                 | Зіна Гаррісон Лариса Савченко-Нейланд Лорі Макніл Андреа Темешварі |
| 8 червня            | Dow Classic Бірмінгем, Great Britain Турнір 4 категорії $150,000 – Трава – 56S/32Q/28D ● – ●                                             | Лорі Макніл Ренне Стаббс 5–7, 6–3, 8–6          | Сенді Коллінз Елна Рейнах           | Пем Шрайвер Джо Дьюрі                 | Зіна Гаррісон Лариса Савченко-Нейланд Лорі Макніл Андреа Темешварі |
| 15 червня           | Pilkington Glass Championships Істборн, Great Britain Турнір 2 категорії $350,000 – Трава – 64S/32Q/32D Одиночний розряд – Парний розряд | Лорі Макніл 6–4, 6–4                            | Лінда Вілд                          | Розалін Феербенк Мері Джо Фернандес   | Ренне Стаббс Яна Новотна Наталі Тозья Гелена Сукова                |
| 15 червня           | Pilkington Glass Championships Істборн, Great Britain Турнір 2 категорії $350,000 – Трава – 64S/32Q/32D Одиночний розряд – Парний розряд | Яна Новотна Лариса Савченко-Нейланд 6–0, 6–3    | Мері Джо Фернандес Зіна Гаррісон    | Розалін Феербенк Мері Джо Фернандес   | Ренне Стаббс Яна Новотна Наталі Тозья Гелена Сукова                |
| 22 червня 29 червня | Вімблдонський турнір Лондон, Great Britain Великий шолом $3,000,000 – Трава – 128S/64Q/64D/64X Одиночний розряд – Парний розряд – Мікст  | Штеффі Граф 6–2, 6–1                            | Моніка Селеш                        | Мартіна Навратілова Габріела Сабатіні | Наталі Тозья Катарина Малеєва Дженніфер Капріаті Наташа Звєрєва    |
| 22 червня 29 червня | Вімблдонський турнір Лондон, Great Britain Великий шолом $3,000,000 – Трава – 128S/64Q/64D/64X Одиночний розряд – Парний розряд – Мікст  | Джиджі Фернандес Наташа Звєрєва 6–4, 6–1        | Лариса Савченко-Нейланд Яна Новотна | Мартіна Навратілова Габріела Сабатіні | Наталі Тозья Катарина Малеєва Дженніфер Капріаті Наташа Звєрєва    |
| 22 червня 29 червня | Вімблдонський турнір Лондон, Great Britain Великий шолом $3,000,000 – Трава – 128S/64Q/64D/64X Одиночний розряд – Парний розряд – Мікст  | Лариса Савченко-Нейланд Цирил Сук 7–6(7–2), 6–2 | Міріам Ореманс Якко Елтінг          | Мартіна Навратілова Габріела Сабатіні | Наталі Тозья Катарина Малеєва Дженніфер Капріаті Наташа Звєрєва    |

### Липень
| Тиждень           | Турнір | Чемпіонки                                           | Фіналістки                             | Півфіналістки                                               | Чвертьфіналістки                                                |
| ----------------- | --- | --------------------------------------------------- | -------------------------------------- | ----------------------------------------------------------- | --------------------------------------------------------------- |
| 6 липня           | Internazionali Femminili di Palermo Палермо, Італія Турнір 5 категорії $100,000 – Ґрунт – 32S/32Q/16D Одиночний розряд – Парний розряд                | Марі П'єрс 6–0, 6–3                                 | Бренда Шульц-Маккарті                  | Сільвія Фаріна-Елія Надін Ерцегович                         | Петра Лангрова Катерін Моте Гелл Сіоффі Наталія Бодоне          |
| 6 липня           | Internazionali Femminili di Palermo Палермо, Італія Турнір 5 категорії $100,000 – Ґрунт – 32S/32Q/16D Одиночний розряд – Парний розряд                | Гелл Сіоффі Марія Хосе Гайдано 6–3, 4–6, 6–3        | Петра Лангрова Ана Сегура              | Сільвія Фаріна-Елія Надін Ерцегович                         | Петра Лангрова Катерін Моте Гелл Сіоффі Наталія Бодоне          |
| 6 липня           | Citröen Austrian Ladies Open Кіцбюель, Австрія Турнір 4 категорії $150,000 – Ґрунт – 32S/32Q/16D Одиночний розряд – Парний розряд                     | Кончіта Мартінес 6–0, 3–6, 6–2                      | Мануела Малеєва                        | Аманда Кетцер Флоренсія Лабат                               | Алексія Дешом-Баллере Вілтруд Пробст Юдіт Візнер Сандра Чеккіні |
| 6 липня           | Citröen Austrian Ladies Open Кіцбюель, Австрія Турнір 4 категорії $150,000 – Ґрунт – 32S/32Q/16D Одиночний розряд – Парний розряд                     | Флоренсія Лабат Алексія Дешом-Баллере 6–3, 6–3      | Аманда Кетцер Вілтруд Пробст           | Аманда Кетцер Флоренсія Лабат                               | Алексія Дешом-Баллере Вілтруд Пробст Юдіт Візнер Сандра Чеккіні |
| 13 липня          | Fed Cup Франкфурт-на-Майні, Німеччина Team Турнір $0 – Ґрунт – 32 Teams                                                                               | Німеччина · 2–1                                     | Іспанія                                | Іспанія · Німеччина                                         | Аргентина · Чехословаччина · Польща · Франція                   |
| 20 липня          | Internazionali di Tennis San Marino Сан-Марино (місто), Сан-Марино Турнір 5 категорії $100,000 – Ґрунт – 32S/32Q/16D Одиночний розряд – Парний розряд | Магдалена Малеєва 7–6(7–3), 6–4                     | Федеріка Бонсіньйорі                   | Алексія Дешом-Баллере Мерседес Пас                          | Флора Перфетті Патрісія Тарабіні Флоренсія Лабат Беттіна Фулько |
| 20 липня          | Internazionali di Tennis San Marino Сан-Марино (місто), Сан-Марино Турнір 5 категорії $100,000 – Ґрунт – 32S/32Q/16D Одиночний розряд – Парний розряд | Алексія Дешом-Баллере Флоренсія Лабат 7–6(8–6), 7–5 | Сандра Чеккіні Лаура Гарроне           | Алексія Дешом-Баллере Мерседес Пас                          | Флора Перфетті Патрісія Тарабіні Флоренсія Лабат Беттіна Фулько |
| 20 липня          | HTC Prague Open Прага, Czechoslovakia Турнір 5 категорії $100,000 – Ґрунт – 32S/32Q/16D Одиночний розряд – Парний розряд                              | Радка Зрубакова 6–3, 7–5                            | Катержина Крупова                      | Монік Кіне Вероніка Мартінек                                | Ева Швіглерова Зілке Маєр Нелле ван Лоттум Карін Кшвендт        |
| 20 липня          | HTC Prague Open Прага, Czechoslovakia Турнір 5 категорії $100,000 – Ґрунт – 32S/32Q/16D Одиночний розряд – Парний розряд                              | Карін Кшвендт Петра Ріттер 6–4, 2–6, 7–5            | Ева Швіглерова Нелле ван Лоттум        | Монік Кіне Вероніка Мартінек                                | Ева Швіглерова Зілке Маєр Нелле ван Лоттум Карін Кшвендт        |
| 27 липня 3 серпня | Теніс на літніх Олімпійських іграх Барселона, Іспанія Summer Olympic Games Ґрунт 64S/32D Одиночний розряд – Парний розряд                             | Золото                                              | Срібло                                 | Бронза                                                      | Сабін Аппельманс Мануела Малеєва Анке Губер Кончіта Мартінес    |
| 27 липня 3 серпня | Теніс на літніх Олімпійських іграх Барселона, Іспанія Summer Olympic Games Ґрунт 64S/32D Одиночний розряд – Парний розряд                             | Дженніфер Капріаті 3–6, 6–3, 6–4                    | Штеффі Граф                            | Мері Джо Фернандес Аранча Санчес Вікаріо                    | Сабін Аппельманс Мануела Малеєва Анке Губер Кончіта Мартінес    |
| 27 липня 3 серпня | Теніс на літніх Олімпійських іграх Барселона, Іспанія Summer Olympic Games Ґрунт 64S/32D Одиночний розряд – Парний розряд                             | Джиджі Фернандес Мері Джо Фернандес 7–5, 2–6, 6–2   | Кончіта Мартінес Аранча Санчес Вікаріо | Рейчел Макквіллан Ніколь Брадтке Лейла Месхі Наташа Звєрєва | Сабін Аппельманс Мануела Малеєва Анке Губер Кончіта Мартінес    |

### Серпень
| Тиждень             | Турнір | Чемпіонки                                           | Фіналістки                          | Півфіналістки                         | Чвертьфіналістки                                                   |
| ------------------- | --- | --------------------------------------------------- | ----------------------------------- | ------------------------------------- | ------------------------------------------------------------------ |
| 10 серпня           | Virginia Slims of Los Angeles Мангеттен-Біч (Каліфорнія), США Турнір 2 категорії $350,000 – Тверде – 28S/32Q/16D Одиночний розряд – Парний розряд | Мартіна Навратілова 6–4, 6–2                        | Моніка Селеш                        | Аранча Санчес Вікаріо Мануела Малеєва | Емі Фрейзер Гелена Сукова Кімберлі По Зіна Гаррісон                |
| 10 серпня           | Virginia Slims of Los Angeles Мангеттен-Біч (Каліфорнія), США Турнір 2 категорії $350,000 – Тверде – 28S/32Q/16D Одиночний розряд – Парний розряд | Аранча Санчес Вікаріо Гелена Сукова 6–4, 6–2        | Зіна Гаррісон Пем Шрайвер           | Аранча Санчес Вікаріо Мануела Малеєва | Емі Фрейзер Гелена Сукова Кімберлі По Зіна Гаррісон                |
| 17 серпня           | Canadian Open (теніс) Монреаль, Quebec, Канада Турнір 1 категорії $550,000 – Тверде – 56S/28D Одиночний розряд – Парний розряд                    | Аранча Санчес Вікаріо 6–3, 4–6, 6–4                 | Моніка Селеш                        | Лорі Макніл Гелена Сукова             | Патрісія Гі Мануела Малеєва Мері Джо Фернандес Наталі Тозья        |
| 17 серпня           | Canadian Open (теніс) Монреаль, Quebec, Канада Турнір 1 категорії $550,000 – Тверде – 56S/28D Одиночний розряд – Парний розряд                    | Лорі Макніл Ренне Стаббс 3–6, 7–5, 7–5              | Джиджі Фернандес Наташа Звєрєва     | Лорі Макніл Гелена Сукова             | Патрісія Гі Мануела Малеєва Мері Джо Фернандес Наталі Тозья        |
| 24 серпня           | Mazda Tennis Classic Сан-Дієго, США Турнір 3 категорії $224,000 – Килим (i) – 28S/16D Одиночний розряд – Парний розряд                            | Дженніфер Капріаті 6–3, 6–2                         | Кончіта Мартінес                    | Лейла Месхі Анке Губер                | Габріела Сабатіні Енн Гроссман Наталі Тозья Зіна Гаррісон          |
| 24 серпня           | Mazda Tennis Classic Сан-Дієго, США Турнір 3 категорії $224,000 – Килим (i) – 28S/16D Одиночний розряд – Парний розряд                            | Яна Новотна Лариса Савченко-Нейланд 6–1, 6–4        | Кончіта Мартінес Мерседес Пас       | Лейла Месхі Анке Губер                | Габріела Сабатіні Енн Гроссман Наталі Тозья Зіна Гаррісон          |
| 24 серпня           | OTB International Open Скенектаді, США Турнір 5 категорії $100,000 – Тверде – 32S/32Q/16D Одиночний розряд – Парний розряд                        | Барбара Ріттнер 7–6(7–3), 6–3                       | Бренда Шульц-Маккарті               | Маріанн Вердел Флоренсія Лабат        | Стефані Роттьєр Алексія Дешом-Баллере Гелен Келесі Радка Зрубакова |
| 24 серпня           | OTB International Open Скенектаді, США Турнір 5 категорії $100,000 – Тверде – 32S/32Q/16D Одиночний розряд – Парний розряд                        | Алексія Дешом-Баллере Флоренсія Лабат 6–3, 1–6, 6–2 | Джинджер Гелгесон Шеннен Маккарті   | Маріанн Вердел Флоренсія Лабат        | Стефані Роттьєр Алексія Дешом-Баллере Гелен Келесі Радка Зрубакова |
| 31 серпня 7 вересня | Відкритий чемпіонат США з тенісу Нью-Йорк, США Великий шолом $3,734,850 – Тверде – 128S/64Q/64D/32X Одиночний розряд – Парний розряд – Мікст      | Моніка Селеш 6–3, 6–3                               | Аранча Санчес Вікаріо               | Мері Джо Фернандес Мануела Малеєва    | Патрісія Гі Габріела Сабатіні Магдалена Малеєва Штеффі Граф        |
| 31 серпня 7 вересня | Відкритий чемпіонат США з тенісу Нью-Йорк, США Великий шолом $3,734,850 – Тверде – 128S/64Q/64D/32X Одиночний розряд – Парний розряд – Мікст      | Джиджі Фернандес Наташа Звєрєва 7–6(7–4), 6–1       | Яна Новотна Лариса Савченко-Нейланд | Мері Джо Фернандес Мануела Малеєва    | Патрісія Гі Габріела Сабатіні Магдалена Малеєва Штеффі Граф        |
| 31 серпня 7 вересня | Відкритий чемпіонат США з тенісу Нью-Йорк, США Великий шолом $3,734,850 – Тверде – 128S/64Q/64D/32X Одиночний розряд – Парний розряд – Мікст      | Ніколь Брадтке Марк Вудфорд 4–6, 6–3, 6–3           | Гелена Сукова Том Найссен           | Мері Джо Фернандес Мануела Малеєва    | Патрісія Гі Габріела Сабатіні Магдалена Малеєва Штеффі Граф        |

### Вересень
| Тиждень    | Турнір | Чемпіонки                                         | Фіналістки                         | Півфіналістки                       | Чвертьфіналістки                                               |
| ---------- | --- | ------------------------------------------------- | ---------------------------------- | ----------------------------------- | -------------------------------------------------------------- |
| 14 вересня | Open Clarins Париж, Франція Турнір 4 категорії $150,000 – Ґрунт – 32S/32Q/16D Одиночний розряд – Парний розряд                          | Сандра Чеккіні 6–2, 6–1                           | Емануела Зардо                     | Жулі Алар-Декюжі Надін Ерцегович    | Федеріка Бонсіньйорі Зілке Маєр Вероніка Мартінек Забіне Гак   |
| 14 вересня | Open Clarins Париж, Франція Турнір 4 категорії $150,000 – Ґрунт – 32S/32Q/16D Одиночний розряд – Парний розряд                          | Сандра Чеккіні Патрісія Тарабіні 7–5, 6–1         | Рейчел Макквіллан Нелле ван Лоттум | Жулі Алар-Декюжі Надін Ерцегович    | Федеріка Бонсіньйорі Зілке Маєр Вероніка Мартінек Забіне Гак   |
| 21 вересня | Nichirei International Championships Токіо, Японія Турнір 2 категорії $350,000 – Тверде – 28S/16D Одиночний розряд – Парний розряд      | Моніка Селеш 6–2, 6–0                             | Габріела Сабатіні                  | Мері Джо Фернандес Катарина Малеєва | Савамацу Наоко Наґацука Кьоко Маріанн Вердел Дате-Крумм Кіміко |
| 21 вересня | Nichirei International Championships Токіо, Японія Турнір 2 категорії $350,000 – Тверде – 28S/16D Одиночний розряд – Парний розряд      | Мері Джо Фернандес Робін Вайт 6–4, 6–4            | Басукі Яюк Міягі Нана              | Мері Джо Фернандес Катарина Малеєва | Савамацу Наоко Наґацука Кьоко Маріанн Вердел Дате-Крумм Кіміко |
| 28 вересня | Open Whirlpool Ville de Bayonne Байонна, Франція Турнір 4 категорії $150,000 – Килим (i) – 32S/32Q/16D Одиночний розряд – Парний розряд | Мануела Малеєва 6–7(4–7), 6–2, 6–3                | Наталі Тозья                       | Рейчел Макквіллан Паскаль Параді    | Домінік Монамі Нанне Дальман Нелле ван Лоттум Стефані Реге     |
| 28 вересня | Open Whirlpool Ville de Bayonne Байонна, Франція Турнір 4 категорії $150,000 – Килим (i) – 32S/32Q/16D Одиночний розряд – Парний розряд | Лінда Феррандо Петра Лангрова 1–6, 6–3, 6–4       | Клаудія Коде-Кільш Стефані Реге    | Рейчел Макквіллан Паскаль Параді    | Домінік Монамі Нанне Дальман Нелле ван Лоттум Стефані Реге     |
| 28 вересня | P&G Taiwan Women's Open Тайбей, Тайвань Турнір 5 категорії $100,000 – Тверде – 32S/32Q/16D Одиночний розряд – Парний розряд             | Шон Стаффорд 6–1, 6–3                             | Енн Гроссман                       | Аманда Кетцер Міягі Нана            | Деббі Грем Маріанн Вердел Луїс Філд Ван Ші-тін                 |
| 28 вересня | P&G Taiwan Women's Open Тайбей, Тайвань Турнір 5 категорії $100,000 – Тверде – 32S/32Q/16D Одиночний розряд – Парний розряд             | Джо-Анн Фолл Джулі Річардсон 7–5, 6–3             | Аманда Кетцер Кеммі Макгрегор      | Аманда Кетцер Міягі Нана            | Деббі Грем Маріанн Вердел Луїс Філд Ван Ші-тін                 |
| 28 вересня | Volkswagen Cup Damen Grand Prix Лейпциг, Німеччина Турнір 3 категорії $225,000 – Килим (i) – 32S/16D Одиночний розряд, парний розряд    | Штеффі Граф 6–3, 1–6, 6–4                         | Яна Новотна                        | Катарина Малеєва Гелена Сукова      | Магдалена Малеєва Анке Губер Сабін Аппельманс Кончіта Мартінес |
| 28 вересня | Volkswagen Cup Damen Grand Prix Лейпциг, Німеччина Турнір 3 категорії $225,000 – Килим (i) – 32S/16D Одиночний розряд, парний розряд    | Яна Новотна Лариса Савченко-Нейланд 7–5, 7–6(7–4) | Патті Фендік Андреа Стрнадова      | Катарина Малеєва Гелена Сукова      | Магдалена Малеєва Анке Губер Сабін Аппельманс Кончіта Мартінес |

### Жовтень
| Тиждень   | Турнір | Чемпіонки                                    | Фіналістки                       | Півфіналістки                            | Чвертьфіналістки                                             |
| --------- | --- | -------------------------------------------- | -------------------------------- | ---------------------------------------- | ------------------------------------------------------------ |
| 5 жовтня  | BMW European Indoors Цюрих, Швейцарія Турнір 2 категорії $350,000 – Килим (i) – 32S/32Q/16D Одиночний розряд – Парний розряд             | Штеффі Граф 2–6, 7–5, 7–5                    | Мартіна Навратілова              | Яна Новотна Патті Фендік                 | Юдіт Візнер Андреа Стрнадова Зіна Гаррісон Магдалена Малеєва |
| 5 жовтня  | BMW European Indoors Цюрих, Швейцарія Турнір 2 категорії $350,000 – Килим (i) – 32S/32Q/16D Одиночний розряд – Парний розряд             | Гелена Сукова Наташа Звєрєва 7–6(7–5), 6–4   | Мартіна Навратілова Пем Шрайвер  | Яна Новотна Патті Фендік                 | Юдіт Візнер Андреа Стрнадова Зіна Гаррісон Магдалена Малеєва |
| 12 жовтня | Porsche Tennis Grand Prix Фільдерштадт, Німеччина Турнір 2 категорії $350,000 – Килим (i) – 32S/32Q/16D Одиночний розряд – Парний розряд | Мартіна Навратілова 7–6(7–1), 6–3            | Габріела Сабатіні                | Мері Джо Фернандес Аранча Санчес Вікаріо | Вілтруд Пробст Анке Губер Гелена Сукова Юдіт Візнер          |
| 12 жовтня | Porsche Tennis Grand Prix Фільдерштадт, Німеччина Турнір 2 категорії $350,000 – Килим (i) – 32S/32Q/16D Одиночний розряд – Парний розряд | Аранча Санчес Вікаріо Гелена Сукова 6–4, 7–5 | Пем Шрайвер Наташа Звєрєва       | Мері Джо Фернандес Аранча Санчес Вікаріо | Вілтруд Пробст Анке Губер Гелена Сукова Юдіт Візнер          |
| 19 жовтня | Midland Bank Championships Брайтон, Great Britain Турнір 2 категорії $350,000 – Килим (i) – 32S/32Q/16D Одиночний розряд – Парний розряд | Штеффі Граф 4–6, 6–4, 7–6(7–3)               | Яна Новотна                      | Анке Губер Мері Джо Фернандес            | Лорі Макніл Паскаль Параді Кончіта Мартінес Наталі Тозья     |
| 19 жовтня | Midland Bank Championships Брайтон, Great Britain Турнір 2 категорії $350,000 – Килим (i) – 32S/32Q/16D Одиночний розряд – Парний розряд | Яна Новотна Лариса Савченко-Нейланд 6–4, 6–1 | Кончіта Мартінес Радка Зрубакова | Анке Губер Мері Джо Фернандес            | Лорі Макніл Паскаль Параді Кончіта Мартінес Наталі Тозья     |
| 26 жовтня | Puerto Rico Open Сан-Хуан, Пуерто-Рико Турнір 4 категорії $150,000 – Тверде – 32S/32Q/16D Одиночний розряд – Парний розряд               | Марі П'єрс 6–1, 7–5                          | Джиджі Фернандес                 | Луїс Аллен Деббі Грем                    | Ніколь Арендт Джинджер Гелгесон Ліза Реймонд Аманда Кетцер   |
| 26 жовтня | Puerto Rico Open Сан-Хуан, Пуерто-Рико Турнір 4 категорії $150,000 – Тверде – 32S/32Q/16D Одиночний розряд – Парний розряд               | Аманда Кетцер Елна Рейнах 6–2, 4–6, 6–2      | Джиджі Фернандес Кеті Ріналді    | Луїс Аллен Деббі Грем                    | Ніколь Арендт Джинджер Гелгесон Ліза Реймонд Аманда Кетцер   |

### Листопад
| Тиждень     | Турнір | Чемпіонки                                         | Фіналістки                          | Півфіналістки                        | Чвертьфіналістки                                                      |
| ----------- | --- | ------------------------------------------------- | ----------------------------------- | ------------------------------------ | --------------------------------------------------------------------- |
| 2 листопада | Bank of the West Classic Окленд (Каліфорнія), США Турнір 2 категорії $350,000 – Килим (i) – 32S/16D Одиночний розряд – Парний розряд   | Моніка Селеш 6–3, 6–4                             | Мартіна Навратілова                 | Анке Губер Катарина Малеєва          | Іва Майолі Пем Шрайвер Патті Фендік Наташа Звєрєва                    |
| 2 листопада | Bank of the West Classic Окленд (Каліфорнія), США Турнір 2 категорії $350,000 – Килим (i) – 32S/16D Одиночний розряд – Парний розряд   | Джиджі Фернандес Наташа Звєрєва 3–6, 6–2, 6–4     | Розалін Феербенк Гретхен Раш        | Анке Губер Катарина Малеєва          | Іва Майолі Пем Шрайвер Патті Фендік Наташа Звєрєва                    |
| 9 листопада | Indianapolis Tennis Classic Індіанаполіс, США Турнір 4 категорії $150,000 – Тверде (i) – 32S/32Q/16D Одиночний розряд – Парний розряд  | Гелена Сукова 6–4, 6–3                            | Лінда Вілд                          | Ван Ші-тін Катарина Малеєва          | Маркета Кохта Темі Вітлінгер Лаура Аррая Іва Майолі                   |
| 9 листопада | Indianapolis Tennis Classic Індіанаполіс, США Турнір 4 категорії $150,000 – Тверде (i) – 32S/32Q/16D Одиночний розряд – Парний розряд  | Катріна Адамс Елна Рейнах 5–7, 6–2, 6–4           | Сенді Коллінз Мері-Лу Деніелс       | Ван Ші-тін Катарина Малеєва          | Маркета Кохта Темі Вітлінгер Лаура Аррая Іва Майолі                   |
| 9 листопада | Virginia Slims of Philadelphia Філадельфія, США Турнір 2 категорії $350,000 – Килим (i) – 32S/32Q/16D Одиночний розряд – Парний розряд | Штеффі Граф 6–3, 3–6, 6–1                         | Аранча Санчес Вікаріо               | Дженніфер Капріаті Габріела Сабатіні | Кончіта Мартінес Лорі Макніл Наташа Звєрєва Ліза Реймонд              |
| 9 листопада | Virginia Slims of Philadelphia Філадельфія, США Турнір 2 категорії $350,000 – Килим (i) – 32S/32Q/16D Одиночний розряд – Парний розряд | Джиджі Фернандес Наташа Звєрєва 6–1, 6–3          | Кончіта Мартінес Марі П'єрс         | Дженніфер Капріаті Габріела Сабатіні | Кончіта Мартінес Лорі Макніл Наташа Звєрєва Ліза Реймонд              |
| Novr 16     | Чемпіонат Туру WTA Нью-Йорк, США Рік-end Championship $3,000,000 – Килим (i) – 16S/8D Одиночний розряд – Парний розряд                 | Моніка Селеш 7–5, 6–3, 6–1                        | Мартіна Навратілова                 | Габріела Сабатіні Лорі Макніл        | Яна Новотна Дженніфер Капріаті Аранча Санчес Вікаріо Кончіта Мартінес |
| Novr 16     | Чемпіонат Туру WTA Нью-Йорк, США Рік-end Championship $3,000,000 – Килим (i) – 16S/8D Одиночний розряд – Парний розряд                 | Аранча Санчес Вікаріо Гелена Сукова 7–6(7–4), 6–1 | Яна Новотна Лариса Савченко-Нейланд | Габріела Сабатіні Лорі Макніл        | Яна Новотна Дженніфер Капріаті Аранча Санчес Вікаріо Кончіта Мартінес |

## Рейтинги
Нижче наведено по двадцять перших на кінець року (23 листопада 1992) гравчинь у рейтингу WTA в одиночному та парному розряді.
| Одиночний розряд | Одиночний розряд            | Одиночний розряд | Одиночний розряд | Одиночний розряд |
| ---------------- | --------------------------- | ---------------- | ---------------- | ---------------- |
| Ранг             | Гравчиня                    | Пункти           | 1991             | Зміна            |
| 1                | Моніка Селеш (YUG)          | 283.9373         | 1                | =                |
| 2                | Штеффі Граф (GER)           | 252.1627         | 2                | =                |
| 3                | Габріела Сабатіні (ARG)     | 192.6851         | 3                | =                |
| 4                | Аранча Санчес Вікаріо (ESP) | 177.4134         | 5                | +1               |
| 5                | Мартіна Навратілова (USA)   | 171.1923         | 4                | -1               |
| 6                | Мері Джо Фернандес (USA)    | 120.6983         | 8                | +2               |
| 7                | Дженніфер Капріаті (USA)    | 98.0787          | 6                | -1               |
| 8                | Кончіта Мартінес (ESP)      | 96.8043          | 9                | +1               |
| 9                | Мануела Малеєва (SUI)       | 81.4120          | 10               | +1               |
| 10               | Яна Новотна (TCH)           | 78.1221          | 7                | -3               |
| 11               | Анке Губер (GER)            | 66.5333          | 14               | +3               |
| 12               | Гелена Сукова (TCH)         | 66.2358          | 17               | +5               |
| 13               | Марі П'єрс (FRA)            | 64.8333          | 26               | +13              |
| 14               | Наталі Тозья (FRA)          | 59.0709          | 13               | -1               |
| 15               | Лорі Макніл (USA)           | 58.5140          | 19               | +4               |
| 16               | Катарина Малеєва (BUL)      | 73.0000          | 11               | -5               |
| 17               | Аманда Кетцер (RSA)         | 55.5200          | 67               | +50              |
| 18               | Зіна Гаррісон (USA)         | 54.4668          | 12               | -6               |
| 19               | Емі Фрейзер (USA)           | 54.0471          | 28               | +9               |
| 20               | Магдалена Малеєва (BUL)     | 53.0533          | 38               | +18              |

| Парний розряд | Парний розряд                 | Парний розряд | Парний розряд | Парний розряд |
| ------------- | ----------------------------- | ------------- | ------------- | ------------- |
| Ранг          | Гравчиня                      | Пункти        | 1991          | Зміна         |
| 1             | Гелена Сукова (TCH)           | 379.1698      | 8             | +7            |
| 2             | Наташа Звєрєва (CIS)          | 365.6969      | 3             | +1            |
| 3             | Аранча Санчес Вікаріо (ESP)   | 361.0473      | 7             | +4            |
| 4             | Яна Новотна (TCH)             | 341.6629      | 1             | -3            |
| 5             | Лариса Савченко-Нейланд (LAT) | 302.8403      | 2             | -3            |
| 6             | Джиджі Фернандес (USA)        | 287.7661      | 4             | -2            |
| 7             | Пем Шрайвер (USA)             | 237.5612      | 9             | +2            |
| 8             | Кончіта Мартінес (ESP)        | 234.1818      | 51            | +43           |
| 9             | Мартіна Навратілова (USA)     | 218.4310      | 6             | -3            |
| 10            | Зіна Гаррісон (USA)           | 191.2420      | 12            | +2            |
| 11            | Мері Джо Фернандес (USA)      | 173.0831      | 5             | -6            |
| 12            | Стефані Реге (USA)            | 166.5833      | 45            | +33           |
| 13            | Ренне Стаббс (AUS)            | 157.7778      | 72            | +59           |
| 14            | Лорі Макніл (USA)             | 153.5263      | 19            | +5            |
| 15            | Кеті Ріналді (USA)            | 138.8265      | 20            | +5            |
| 16            | Патті Фендік (USA)            | 138.6667      | 10            | -6            |
| 17            | Джилл Гетерінгтон (CAN)       | 136.1861      | 13            | -4            |
| 18            | Катріна Адамс (USA)           | 129.2250      | 16            | -2            |
| 19            | Манон Боллеграф (NED)         | 126.4335      | 23            | +4            |
| 20            | Рейчел Макквіллан (AUS)       | 124.9167      | 31            | +11           |